# Ocypus aeneocephalus
Ocypus aeneocephalus is een insect uit de familie kortschildkevers (Staphylinidae). Hij komt het hele jaar door, maar de piektijd is zomer en herfst.

## Kenmerken
De zwaar behaarde kever is elf tot vijftien millimeter lang, het lichaam is zwart met een bronzen glans, antennes, tarsi en voorste tibiae zijn min of meer roodbruin.
De bijna ronde kop heeft een getrapte nek. De kop is iets smaller dan het pronotum en toont de typische kenmerken van de onderfamilie: de antennes zijn gearticuleerd aan de voorkant van de kop en de afstand tussen de scharnierpunten is groter dan de afstand tot de voorkant van de ogen maar kleiner dan de afstand tussen de basis van de bovenkaken. De slapen zijn korter dan de lengtediameter van de ogen. Het eindsegment van de palpi van de kaak is kaal en langwerpig en spoelvormig, het eindsegment van de lip palpal is slechts iets dikker, langwerpig ovaal. De uiteinden van beide knoppen zijn aan de punt smal afgestompt. De bovenkaak is breed en gedrongen met een prominente centrale tand en andere tanden aan de binnenkant. De holte aan de onderkant van de kaken achter de centrale tand (prostheca) draagt lange cilia. De elfledige antennes zijn koordvormig en lopen nauwelijks naar buiten uit.
Het halsschild is langer dan breed, van bovenaf gezien, recht van voren afgesneden en achter convex ingesprongen. Een duidelijke rij stippen loopt langs de gladde middellijn van het pronotum, aan de zijkant waarvan het pronotum dicht en gelijkmatig gestippeld is. De haren op de buitenste helft van het pronotum wijzen niet naar binnen, maar naar achteren en soms iets naar buiten. Op de binnenste helft is het haar aan beide zijden van de middellijn in een streep gerangschikt, waarbij het haar aan beide zijden naar achteren divergeert.
De dekschilden zijn korter, aanzienlijk korter dan het pronotum en nauwelijks breder dan dit. Hun zijden zijn evenwijdig. Het schild draagt een opvallende zwarte vlek, die ontstaat door donkere tomentatie.
De verlenging van de middelste borstkas, die tussen de middelste heupen schuift, eindigt in een punt.
De buik is ongeveer even breed als de dekschilden. Het is stijf behaard aan de bovenzijde die naar achteren ligt, het haar vormt afwisselend lichtere en donkerdere strepen, die afhankelijk van het verspreidingsgebied verschillend duidelijk ontwikkeld zijn.

## Levenswijze
Larven en imago's zijn roofzuchtig. Ze worden gevonden in het kaf, onder rotsen en mos van verschillende habitats, zowel op de vlakten als in de bergen. In vallen die negen verschillende percelen vergeleken (bouwland, verschillende weiden, heggen en bos), gaf Ocypus aeneocephalus duidelijk de voorkeur aan natuurlijke weiden en, onder deze, minder duidelijk de nattere. In Nederland werd de soort gevangen in de heide van september tot mei, meestal van oktober tot december. In Rheinland-Pfalz werd ook in de herfst één exemplaar gevangen op een veel gebruikte gladde haverweide en op een bossig, halfdroog grasland. De soort vertoont echter een voorkeur voor vochtig grasland.

## Verspreiding
De soort heeft een Holarctische verspreiding, met vondsten uit Portugal, Wit-Rusland, de meeste eilanden in de Middellandse Zee en de landen van Zuidoost-Europa ontbreken in Europa. In andere landen (Ierland, verschillende Europese delen van Rusland) is het voorkomen ervan twijfelachtig. De soort is vrij zeldzaam in Midden-Europa en staat als zeer zeldzaam.